# Castillo de Charlottenlund
El Castillo de Charlottenlund (en sueco: Charlottenlund slott) es un castillo en el municipio de Ystad, Escania, en el sur de Suecia.
- Datos: Q2968884